# Хрюкін Михайло Георгійович
Хрюкін Михайло Георгійович (11 липня 1955) — російський плавець.
Призер Чемпіонату світу з водних видів спорту 1973 року.